# Supplementaire motorische schors
De supplementaire motorische schors of area motoria supplementaria (afkorting SMA van het Engels: supplementary motor area) is een schorsgebied van de frontale kwab van de grote hersenen. Hij vormt het mediale deel van de premotorische schors en is deels gelegen in de lobulus paracentros en deels in de gyrus frontalis medialis. Het gebied speelt een belangrijke rol in de planning en organisatie van de motoriek. Hij heeft vele projecties naar de aangrenzende primaire motorische schors. Het gebied ontvangt veel projecties vanuit de cortex parietalis posterior en uit lagere gebieden zoals de basale kernen.